# Sabina Radu
Sabina Adelaide Radu (Brașov, 12 maggio 1989) è una calciatrice e giocatrice di calcio a 5 rumena, di ruolo portiere.

## Carriera
Nata a Brașov, si trasferisce da piccolissima a Pontecagnano, vicino a Salerno. Dopo aver praticato il taekwondo, all'età di 12 anni entra a far parte della Salernitana, per poi passare in serie B al Pontecagnano, dove il 29 aprile 2007 è vittima di un grave infortunio: a Marsala, dopo circa 30 minuti di gioco, in uno scontro con una giocatrice avversaria riporta la frattura scomposta di tibia e perone. Dopo un lungo periodo, torna a giocare prima nella Salernitana, poi al Vesevus di Trecase e infine di nuovo al Pontecagnano.
Nell'estate del 2011 viene ingaggiata dal Napoli, società che si appresta a disputare la Serie A2. Radu fa il suo esordio il 12 febbraio 2012, a stagione 2011-2012 inoltrata, contro l'Acese. Al termine della stagione riesce a conquistare il primo posto del Girone D e la conseguente promozione in Serie A, livello di vertice del campionato italiano femminile di calcio. Il 1º giugno 2011 con la maglia del Napoli arriva seconda nell'edizione 2011-2012 di Coppa Italia, finale vinta dal Brescia nei tempi supplementari 3-2.
A luglio 2014 sottoscrive un contratto con la Domina Neapolis, terza società campana a militare in Serie B, dove in squadra ritroverà l'ex tecnico partenopeo Geppino Marino. Con le rossoblù rimarrà però fino al calciomercato invernale congedandosi con 6 presenze e 4 reti subite.
Il 3 dicembre Radu viene ingaggiata dalla Lazio dove prosegue la stagione 2014-2015 esordendo il 7 dicembre a Chieti e contribuendo a far raggiungere alla società la salvezza con il settimo posto finale.
Durante il calciomercato estivo 2015 raggiunge un accordo con la Salernitana Calcio a 5 che milita in Serie A. Sabina in estate difenderà la porta della Lady Terracina, formazione di Beach Soccer, in Champione League e in Serie A dove conquista il suo primo scudetto di beach soccer.
Ad agosto Sabina saluta i colori granata della Salernitana per trasferirsi nella vicina Campagna per indossare i colori della neo promossa Grivan Group Magna Graecia. Dopo aver raggiunto la salvezza con il sodalizio campano, decide di accettare l'offerta dell'Atletico Chiaravalle, formazione delle Marche che milita nel Girone B di Serie A2.  A luglio 2018 vince il terzo scudetto di Beach Soccer con il Lady Terracina.
Dopo aver concluso la sua esperienza con l'Atletico Chiaravalle, Sabina nell'estate del 2019 firma per la Royal Lamezia Terme, formazione calabra che milita nel Girone D di Serie A2. A causa della COVID-19 la Divisione sospende il campionato e l'ottimo lavoro fatto fino a quel momento con un bel terzo posto conquistato dietro alle corazzate Fasano e Molfetta.
A luglio 2020 decide di accettare il progetto dello Jasnagora, formazione sarda, che milita nel campionato nazionale di Serie A2, Girone A.